# Miguel Monteiro
Luís Miguel Brito Garcia Monteiro normalt bare kendt som Miguel Monteiro eller bare Miguel (født 4. januar 1980 i Lissabon, Portugal) er en tidligere portugisisk fodboldspiller, der spillede som højre back senest hos den spanske La Liga-klub Valencia CF. Han nåede i karrieren som professionel at spille for de portugisiske klubber Estrela Amadora og Benfica og som sagt også for Valencia.
Miguel blev i 2004 portugisisk pokalvinder med Benfica, og i 2005 var han også med til at vinde mesterskabet. Efter skiftet til Valencia CF var han her med til at vinde Copa del Rey i 2008.

## Landshold
Miguel står (pr. september 2010) noteret for 59 kampe og én scoring for Portugals landshold, som han debuterede for den 12. februar 2003 i en venskabskamp mod Italien. Han repræsenterede efterfølgende sit land ved EM i 2004 på hjemmebane, hvor portugiserne nåede finalen, og var desuden med til VM i 2006, EM i 2008 og VM i 2010.

## Titler
Portugisisk mesterskab
- 2005 med SL Benfica

Portugisisk pokalturnering
- 2004 med SL Benfica

Copa del Rey
- 2008 med Valencia CF